# پادن (اکلاهما)
پادن(به انگلیسی: Paden) شهری در ایالت اکلاهما کشور ایالات متحده آمریکا است که جمعیت آن در سرشماری سال ۲۰۱۰ میلادی، ۴۶۱ نفر بوده‌است.